# Вурвуру
Вурвуру (грч. Βουρβουρού) је приморско насељено место у општини Ситонија у периферији Средишња Македонија, Грчка. Према попису из 2021. године било је 98 становника.
Насеље је подигнуто педесетих година 20. века и први пут се помиње на попису из 1961. године са 25 становника.